# Perna viridis
Perna viridis is een tweekleppigensoort uit de familie van de Mytilidae. De wetenschappelijke naam van de soort werd in 1758 voor het eerst geldig gepubliceerd door Carl Linnaeus.

## Verspreiding
Perna viridis is inheems in de Indo-Pacific, van de Perzische Golf tot de Golf van Thailand, en zuidelijk tot in Indonesië. Het is geïntroduceerd in verschillende delen van de wereld, waaronder China, Japan, Polynesië, het Caribisch gebied (Venezuela-Jamaica) en het zuidoosten van de Verenigde Staten van de Golfkust van Florida tot Carolinas. Deze invasieve soort kan worden gevonden groeiend op een grote verscheidenheid aan substraten, waaronder steen, hout en schelpen van weekdieren. Individuen voelen zich aangetrokken tot het vestigen op andere mosselen, waarbij uitgebreide mosselbedden worden gevormd en kan een complexe leefomgeving creëren.

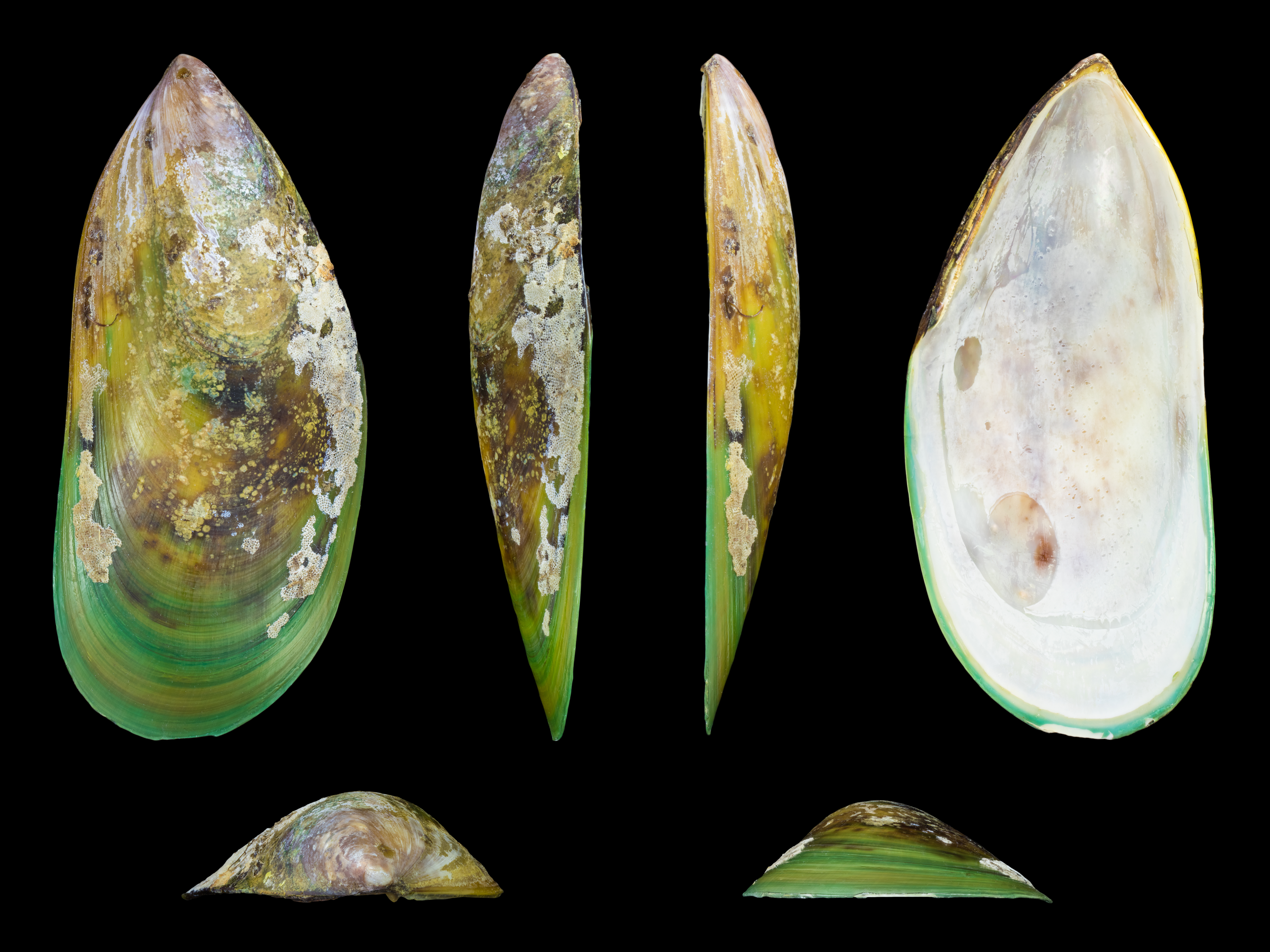
Linker flap
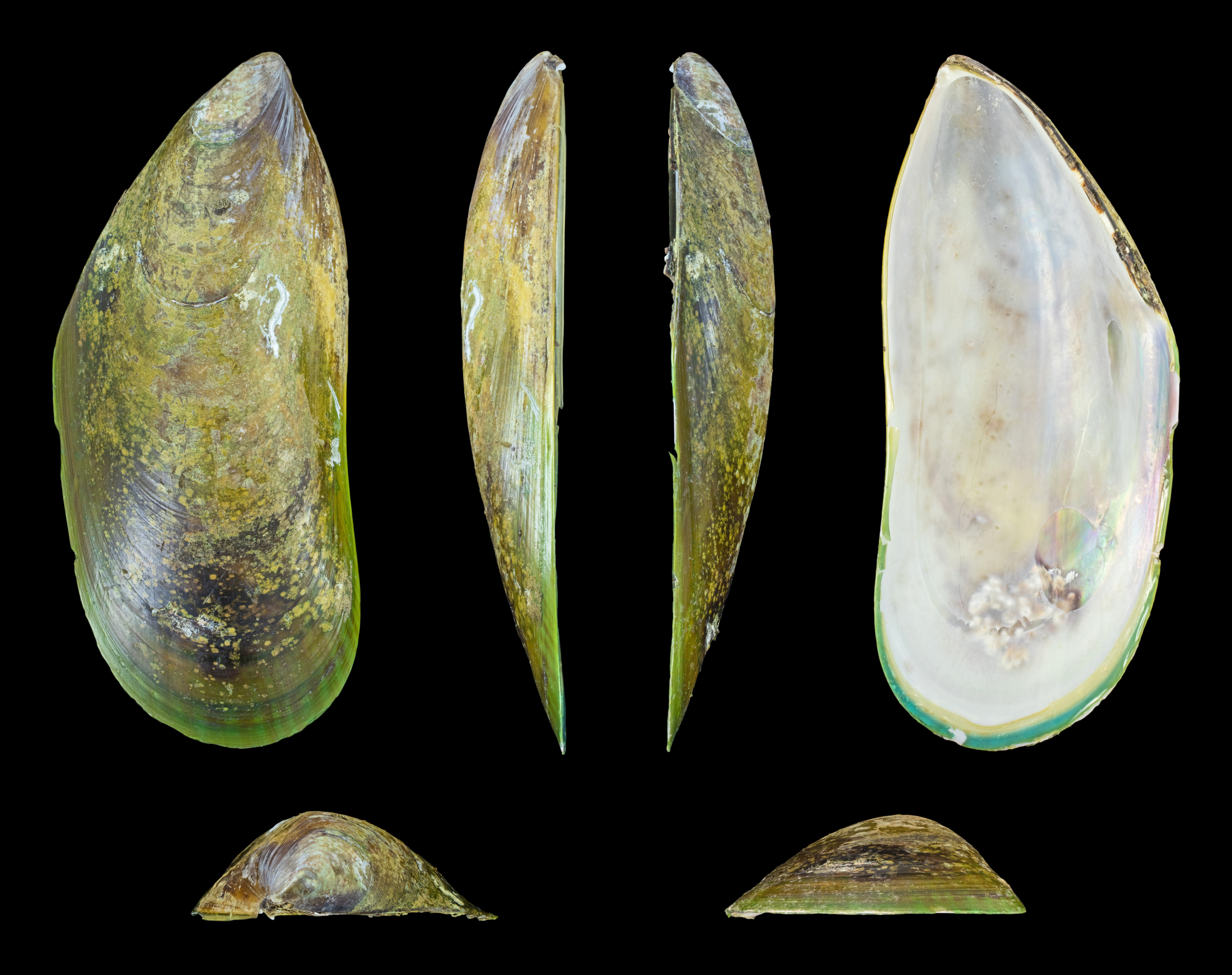
Rechter flap